# برنج قرمز کامارگیو

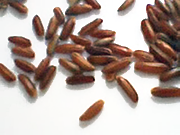
دانه‌های برنج قرمز کامارگیو

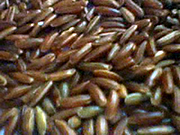
برنج قرمز کامارگیو

 برنج قرمز کامارگیو  از انواع برنج قرمز است که در زمین‌های مرطوب کامارگیو در نواحی جنوبی فرانسه کشت می‌شود.

## تاریخچه
برنج وحشی قرمز به‌طور سنتی در مرداب‌های کامارگیو رشد می‌کرد.
کمی بعد از جنگ جهانی دوم بخش‌های وسیعی از مرداب‌ها نمک زدایی شدند. در حقیقت برای پیشرفت اقتصاد محلی، کشاورزی جانشین تولید نمک شد. در دهه ۱۹۶۰ برنج قرمز در بالاترین میزان خود بود.
از دهه ۱۹۸۰، برنج سفید با برنج وحشی قرمز سنتی ترکیب شد تا برنج قرمز کامارگیو فعلی به وجود بیاید.

## توصیف
زمانیکه پوسته کنده شد، سبوس به رنگ قرمز مایل به قهوه‌ای است. این برنج به‌طور طبیعی بافت جویدنی و تا حدودی طعم گردو دارد.